# Biammothea brevipalpa
Biammothea brevipalpa är en havsspindelart som beskrevs av Pushkin, A.F. 1993. Biammothea brevipalpa ingår i släktet Biammothea och familjen Ammotheidae. Inga underarter finns listade.